# 비사이 파포우바닌
비사이 파포우바닌(1985년 6월 12일 ~ )은 라오스의 전직 축구 선수로 현역 시절 포지션은 공격수였으며 라오스 국가대표팀 역사상 국제 A매치 최다 득점자이다.

## 클럽 경력
2003년 태국 프로빈셜 리그의 우돈타니 FC에서 데뷔하여 2004년까지 리그 19경기 7골의 준수한 성적을 남긴 후 2004년 비엔티안 FC 입단을 통해 고향팀으로 복귀했다.
이후 2013년까지 비엔티안 FC의 주축 공격수로 활약하며 2004년 라오스 프라임 미니스터컵 우승, 라오스 리그 1 2연패(2005, 2006), 2007 시즌 준우승, 2012년 리그 3위 등에 기여했다.
그 뒤 2013년 라오 폴리스로 이적하여 2016년까지 라오 폴리스의 주축 공격수로 활약하는 동안 2014년과 2015년 리그 4위, 2014년 LFF컵 우승 등에 기여했다.

## 국가대표팀 경력
라오스 A대표팀에 처음으로 합류한 이후 첫 국제 대회인 태국과의 2002년 아세안 챔피언십 B조 조별리그 1차전에서 국제 A매치 데뷔골을 신고하는 등 이 대회 3경기에서 3골을 터뜨리는 활약을 선보였다.
이후 2004년 AFC 아시안컵 예선, 2007년 메르데카 국제축구대회, 2007년 아세안 챔피언십, 2008년 아세안 챔피언십, 2010년 아세안 챔피언십, 2012년 아세안 챔피언십, 2014년 FIFA 월드컵 아시아 지역 예선 등의 국제 대회에서 A매치 51경기 18골을 터뜨리며 현재까지도 라오스 선수 가운데 역대 A매치 최다 득점 기록을 보유하고 있다.
특히 같은 동남아시아팀인 캄보디아와의 2014년 FIFA 월드컵 아시아 지역 1차 예선 2차전 홈 경기에서 연장 전반 4분경 팀의 5번째 득점을 성공시키며 7년만의 라오스의 월드컵 아시아 지역 2차 예선 진출에 일조했다.

## 대표팀 이력
- 2002년 아세안 챔피언십
- 2004년 AFC 아시안컵 예선
- 2007년 메르데카 국제축구대회
- 2007년 아세안 챔피언십
- 2008년 아세안 챔피언십
- 2010년 아세안 챔피언십
- 2012년 아세안 챔피언십
- 2014년 FIFA 월드컵 아시아 지역 예선